# Giulio Carcano
Giulio Carcano (Milano, 7 agosto 1812 – Lesa, 30 agosto 1884) è stato un politico, scrittore, giornalista e patriota italiano.

## Biografia
Nacque da famiglia nobile, i Carcano del ramo detto d'Arzago, ed era nipote della sorella di Carlo Imbonati. Collaboratore della Rivista Europea e amico di Andrea Maffei, fu tra i primi frequentatori del salotto gestito dalla moglie Clara, conducendovi alcuni esponenti dei periodici patriottici, tra cui Gottardo Calvi.
Partecipò alle cinque giornate di Milano e dopo la nuova occupazione degli austriaci emigrò in Piemonte e in Svizzera.
Una volta riacquistata l'indipendenza, rientrò in Lombardia, dove ottenne incarichi pubblici fino alla nomina di Senatore nel 1876.
La sua carriera letteraria fu basata su liriche a sfondo risorgimentale sospinte da una grande passione, oltre che sulla novella sentimentale intitolata Ida della Torre e sul romanzo sentimentale Angiola Maria del 1839.
Il suo modello letterario di riferimento fu costituito da Alessandro Manzoni, per la presenza di una vena moralistica, per l'attenzione rivolta alle tematiche sociali e l'ambientazione contadina e piccolo borghese.
Gli sono state intitolate delle vie, una a Torino, delimitante il Parco Colletta, un'altra nel comune di Lesa sul lago Maggiore dove, con la moglie Giulia Fontana e la figlia Maria, possedeva una casa, e un’altra a Milano.

## Opere

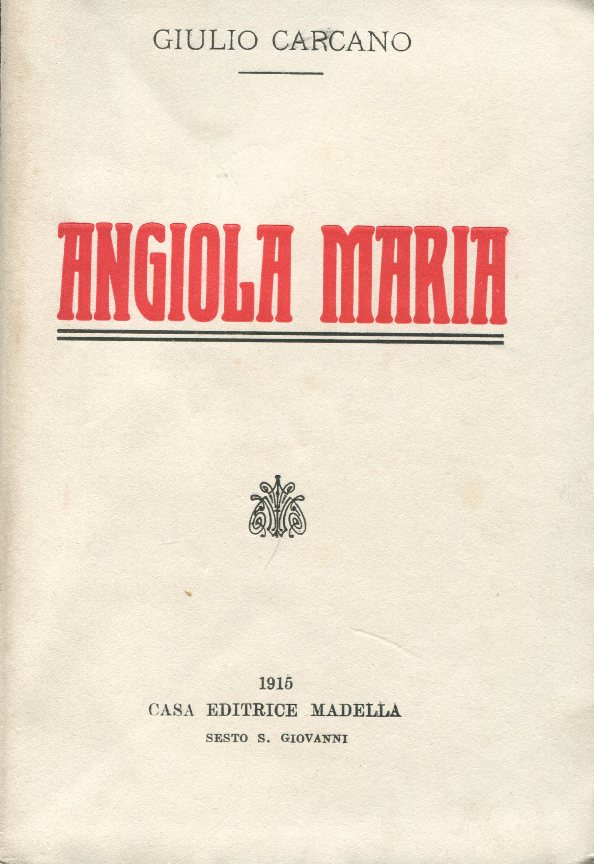
Copertina di un'edizione novecentesca di Angiola Maria

- Ida della Torre. Episodio patrio, Milano, presso Vincenzo Ferrario, 1834.
- Angiola Maria. Storia domestica, Milano, Pietro Manzoni, 1839.
- Damiano. Storia d'una povera famiglia, Milano, Borroni e Scotti, 1850.
- Memorie di grandi, 2 voll., Milano, Carrara, 1869. Comprende:

1. Dante e Shakespeare, Torquato Tasso, Federigo Borromeo, Lodovico Antonio Muratori, Maria Gaetana Agnesi, Giancarlo Passeroni, Pietro Verri, Alessandro Verri
2. Napoleone I, Ugo Foscolo, Vincenzo Monti, Tommaso Grossi, Felice Bellotti, Camillo Cavour, Massimo D'Azeglio. In appendice: Memorie d'amici.
- Novelle domestiche, Milano, Libreria di educazione e d'istruzione di P. Carrara, 1870.
- Gabrio e Camilla. Storia milanese del 1859, Milano, P. Carrara, 1874.

La raccolta delle sue traduzioni shakespeariane fu pubblicata in:
- Opere di Shakespeare, traduzione di Giulio Carcano, 12 voll., Milano-Napoli, Ulrico Hoepli, 1875-1882.

La raccolta dei suoi lavori, tranne le traduzioni shakespeariane, fu pubblicata in:
- Opere complete di Giulio Carcano pubblicate per cura della famiglia dell'autore, 10 voll., Milano, L.F. Cogliati, 1892-1896. Comprende:

1. Angiola Maria, 1892
2. Damiano. Storia d'una povera famiglia, 1892
3. Novelle, 1893
4. Gabrio e Camilla; L'ultimo amore. Novella, 1893
5. Memorie di grandi e d'amici, 1894
6. Prose varie: storia, letteratura, estetica, 1894
7. Poesie edite ed inedite, 1895
8. Poemetti e traduzioni, 1895
9. Tragedie e drammi, 1896
10. Epistolario; coll'aggiunta di lettere inedite, 1896